# Světlana Ulmasovová
Světlana Ulmasovová (rusky Светпана Упьмасова, * 4. února 1953 – 6. dubna 2009) byla sovětská atletka, běžkyně, dvojnásobná mistryně Evropy v běhu na 3000 metrů.
Šlo o úspěšnou sovětskou běžkyni na přelomu 70. a 80. let 20. století. Dvakrát se stala mistryní Evropy v běhu na 3000 metrů - v roce 1978 a 1982. Úspěchy zaznamenala také na světových šampionátech v přespolním běhu - v roce 1980 a 1981 dvakrát zvítězila v soutěži družstev.